# Nốt mờ phổi đơn độc
Một nốt mờ phổi đơn độc (SPN) hay tổn thương hình đồng xu là một khối trong phổi có đường kính nhỏ hơn 3 cm. Nó xuất hiện ngẫu nhiên trong khoảng 0.2% phim X-quang và khoảng 1% phim CT.
Các nốt thường là một khối u lành tính như u hạt hoặc hamartoma, nhưng trong khoảng 20% của trường hợp nó thể hiện một khối u ác tính, đặc biệt là ở những người lớn tuổi và hút thuốc. Ngược lại, 10 đến 20% của bệnh nhân ung thư phổi được chẩn đoán là theo cách này. Nếu các bệnh nhân có tiền sử hút thuốc, hay nốt đang tưng kích thước thì khả năng ung thư có thể cần phải được loại trừ qua xét nghiệm và can thiệp sâu hơn, có thể, bao gồm cả phẫu thuật. 

## Nguyên nhân
Không phải tất cả các nốt tròn trên phim x quang đều là nốt mờ phổi đơn độc: không nên nhầm lẫn với bóng của một cấu trúc trên thành ngực hoặc da, như núm vú, một vết gãy xương sườn đang liền hoặc monitor điện tâm đồ.
Nguyên nhân quan trọng nhất cần loại trừ là ung thư phổi, bao gồm cả các dạng hiếm như u lympho phổi nguyên phát, u carcinoid và  di căn phổi đơn độc (u nguyên phát thường là u hắc tố, sarcoma hoặc ung thư tinh hoàn). Một khối u lành tính trong phổi bao gồm hamartomas và chondromas.
Nguyên nhân lành tính phổ biến nhất là u hạt, ví dụ do lao hoặc  nhiễm nấm, ví dụ như Coccidioidomycosis. Các nguyên nhân nhiễm trùng khác bao gồm abcess phổi, viêm phổi (bao gồm Pneumocystis carinii pneumonia)hoặc nhiễm nocardial  hoặc giun (như dirofilariasis hoặc dog heartworm). Nốt mờ phổi đơn độc cũng có thể xuất hiện ở các  bệnh tự miễn, như viêm khớp dạng thấp hoặc u hạt Wegener.
Một SPN có thể xuất hiện trong dị dạng động tĩnh mạch, u máu hoặc một vùng nhồi máu. Cũng có thể là phổi biệt lập, hít phải dị vật hoặc  mảng màng phổi.

## Chẩn đoán

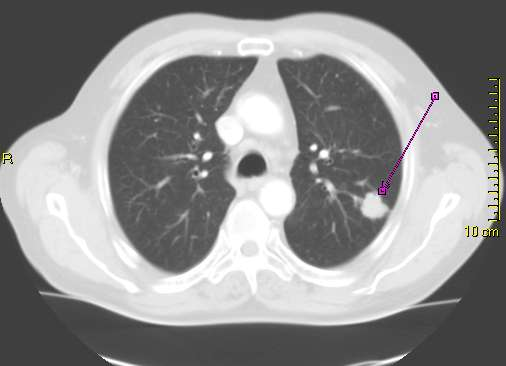
Một nốt mờ đơn độc phổi (mũi tên tím) trên phim CT ngực.

Chẩn đoán có thể thực hiện bằng sinh thiết phổi. Thủ thuật sinh thiết có thể thực hiện qua kim hoặc nội soi phế quản. Sinh thiết xuyên thành ngực dưới hướng dẫn của CT có vai trò quan trọng giúp chẩn đoán SPN.
Một số đặc điểm phân biệt tổn thương lành tính và ung thư phổi. Đầu tiên là đường kính của tổn thương: kích thước càng nhỏ càng ít có khả năng là ác tính. Nguyên nhân lành tính thường có bờ đều, trong khi những tổn thương phân thùy hoặc bờ xâm lấn xung quanh thường là ác tính.
Theo dõi sự phát triển cũng giúp phân biệt nốt là lành tính, nhiễm trùng hay ác tính dựa trên thời gian nhân đôi kích thước của khối này. Giá trị nhỏ hơn 20 ngày, 100 days, hoặc hơn 400 ngày tương ứng với nhiễm trùng, ác tính và lành tính.